# Vagues (film)
Pour plus de détails, voir Fiche technique et Distribution.
Vagues (波, Nami) est un film japonais réalisé par Noboru Nakamura et sorti en 1952. Il était inclus dans la sélection officielle du Festival de Cannes 1952.

## Synopsis
Kosuke se marie avec Kinuko qui fuit une misérable existence de geisha. Mais bientôt, Kinuko le quitte après avoir été séduit par un autre homme. Kosuke parvient la faire revenir à la maison mais peu de temps après, Kinuko meurt en donnant naissance à un garçon, Shun. Kosuke demande à une autre femme d'élever l'enfant.

## Fiche technique
- Titre français : Vagues
- Titre original : 波 (Nami?)
- Réalisation : Noboru Nakamura
- Scénario : Noboru Nakamura, d'après le roman homonyme de Yūzō Yamamoto
- Photographie : Toshio Ubukata
- Décors : Masao Kumagai
- Musique : Hajime Okumura (ja) et Toshirō Mayuzumi
- Société de production : Shōchiku
- Pays d'origine :  Japon
- Langue originale : japonais
- Format : noir et blanc — 35 mm — 1,37:1 — son mono
- Genre : drame
- Durée : 109 minutes (métrage : dix bobines - 2 972 m[1])
- Dates de sortie :
  - Japon : 3 avril 1952[1]
  - France : mai 1952 (Festival de Cannes 1952)[2]

## Distribution

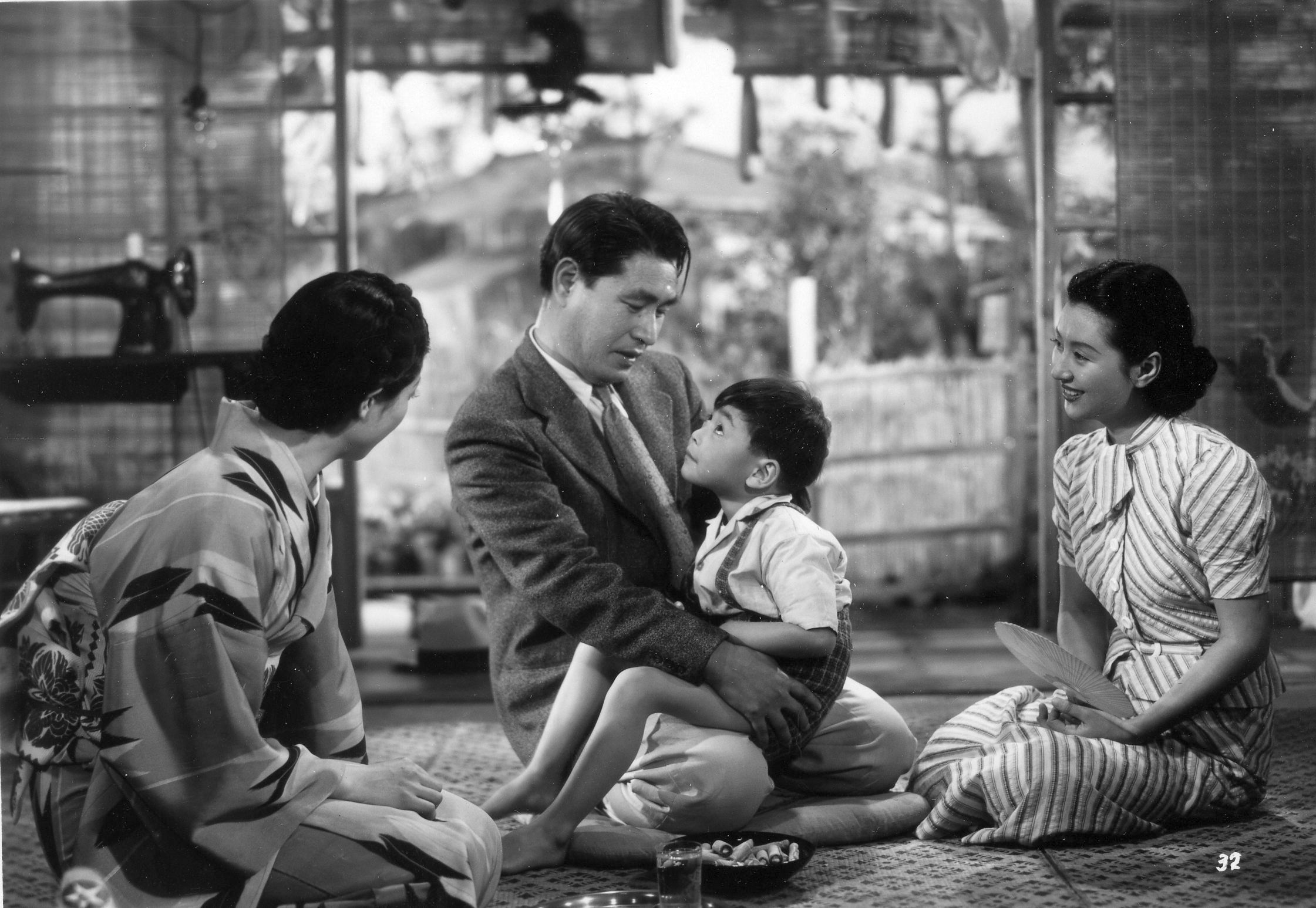
Chikage Awashima, Shin Saburi, Kōji Shitara et Keiko Tsushima.

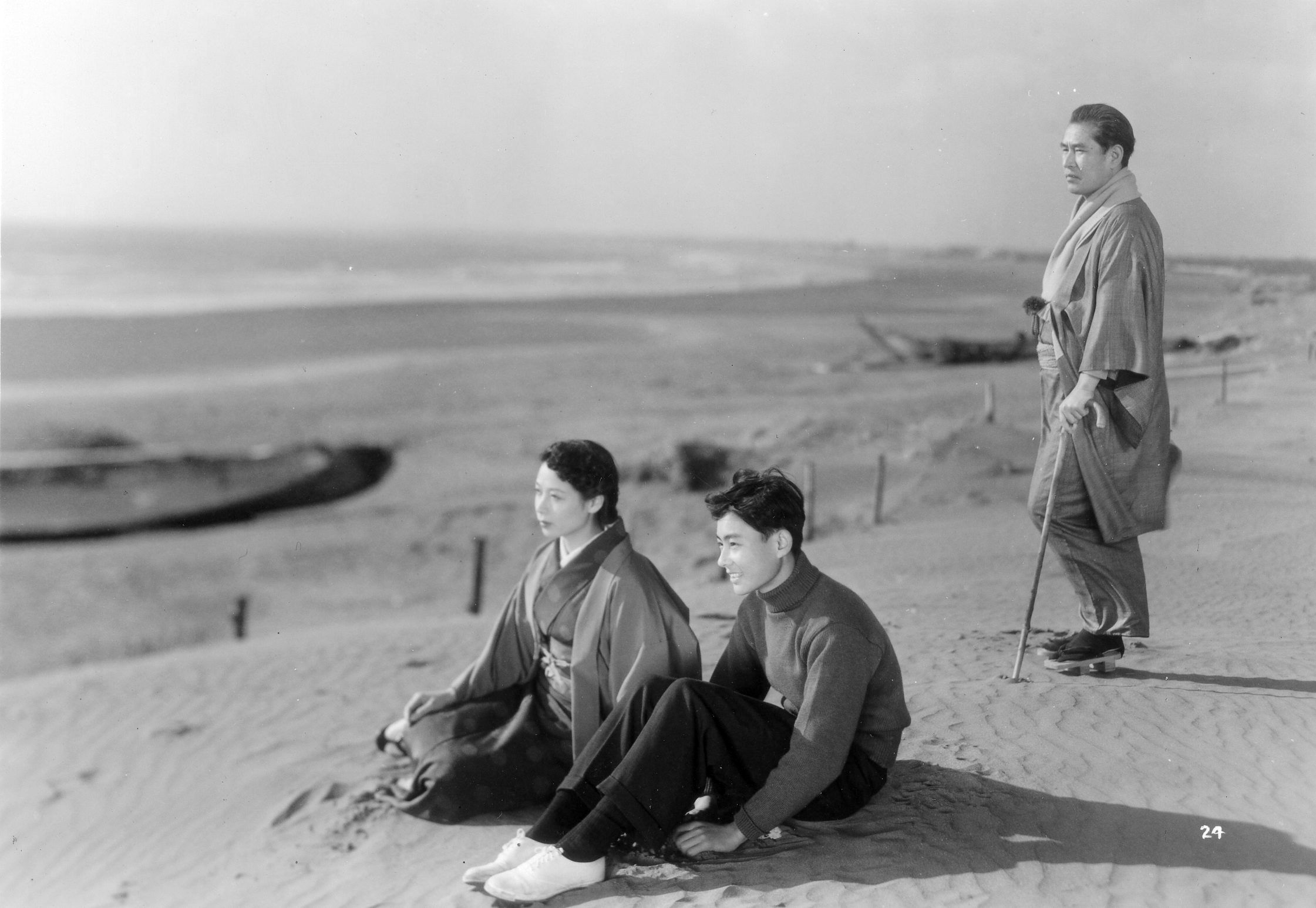
Chikage Awashima, Akira Ishihama et Shin Saburi.

- Shin Saburi : Kosuke
- Yōko Katsuragi : Kinuyo
- Chikage Awashima
- Keiko Tsushima
- Kōji Shitara (ja) : Shun à 5 ans
- Akira Ishihama : Shun à 17 ans
- Chishū Ryū
- Takeshi Sakamoto
- Hanshirō Iwai
- Hisao Toake (ja)

## Distinctions

### Récompense
- 1953 : prix Mainichi du meilleur acteur pour Shin Saburi[3]

### Sélection
- Festival de Cannes 1952 : en compétition pour la Palme d'or[2]